# كاميلا فوينتيس
كاميلا فوينتيس (بالإسبانية: Camila Fuentes)‏ هي لاعب كرة مضرب مكسيكية، ولدت في 29 سبتمبر 1995 في إل باسو في الولايات المتحدة.

## وصلات خارجية
- كاميلا فوينتيس على موقع رابطة محترفات التنس (الإنجليزية)
- كاميلا فوينتيس على موقع الاتحاد الدولي لكرة المضرب (الإنجليزية)